# Fiat 600 (2023)
De Fiat 600 is een compacte crossover SUV die sinds 2023 door de Italiaanse autofabrikant FIAT geproduceerd wordt. De elektrische Fiat 600e werd in juli 2023 onthuld op de verjaardag van de originele Fiat 500. De benzineversie werd in september 2023 voorgesteld.

## Geschiedenis
De modelnaam "600" werd door Fiat voor het eerst gebruikt in de jaren 50 en 60. In 1997 keerde de modelnaam terug, maar dan voluit geschreven in het Italiaans voor de Fiat Seicento. De nieuwe 600 wordt samen met de Jeep Avenger in Polen gebouwd en maakt gebruik van het Common Modular Platform (eCMP) van Stellantis, een platform dat geschikt is voor zowel aandrijflijnen met verbrandingsmotoren als elektrische aandrijflijnen.
De 600 is geen directe vervanger van de Fiat 500X. De 500X is nog enige tijd naast de 600 in het programma gebleven. De 600 gaat alleen op de Europese markt aangeboden worden.

## Ontwerp
De 600 heeft uiterlijke ontwerpkenmerken die vergelijkbaar zijn met de 500e, zoals ronde koplampen en een 600-embleem boven het radiatorrooster. Ook het interieur lijkt sterk op dat van de 500e en de Jeep Avenger.
De elektrische versie is uitgerust met een batterij van 54 kWh met een geschat bereik van 400 km (WLTP). Snelladen kan met een maximaal vermogen van 100 kW. De elektrische tractiemotor drijft de voorwielen aan met een maximaal vermogen van 154 pk (115 kW).
In 2024 wordt een versie verwacht met een mildhybride 1,2 liter-benzinemotor die een vermogen van 100 pk levert. Het motorvermogen wordt op de voorwielen overgebracht via een gerobotiseerde zestrapsautomaat met dubbele koppeling.

## Technische gegevens
|                                                      | 600 Hybrid                              | 600e                          |
| Motorgegevens                                        | Motorgegevens                           | Motorgegevens                 |
| ---------------------------------------------------- | --------------------------------------- | ----------------------------- |
| Motortype, brandstof                                 | 3-in-lijn turbobenzinemotor             | —                             |
| Configuratie elektromotor                            | geïntegreerd in transmissie             | 1 elektromotor, op vooras     |
| Cilinderinhoud                                       | 1199 cm³                                | —                             |
| Vermogen brandstofmotor bij min−1 elektromotor       | 74 kW (100 pk)/5500 15 kW               | — 115 kW                      |
| Max. koppel brandstofmotor bij min−1 elektromotor    | 205 Nm/1750 51 Nm                       | — 260 Nm                      |
| Aandrijflijn                                         |                                         |                               |
| Aandrijving                                          | voorwielaandrijving                     | voorwielaandrijving           |
| Transmissie                                          | 6-traps dubbelekoppelingversnellingsbak | reductiebak                   |
| Specificaties                                        |                                         |                               |
| Topsnelheid                                          | 184 km/h                                | 150 km/h                      |
| Acceleratie, 0–100 km/h                              | 10,5 s                                  | 9,0 s                         |
| Brandstof-/energieverbruik per 100 km (gecombineerd) | 4,8 l                                   | 15,1-15,2 kWh                 |
| CO2-emissie, gecombineerd                            | 109 g/km                                | 0 g/km                        |
| Tankinhoud                                           | 44 l                                    | —                             |
| Accu (Lithium-Ion)                                   | 0,89 kWh (bruto) 0,42 kWh (netto)       | 54 kWh (bruto) 51 kWh (netto) |
| Max. laadsnelheid                                    | —                                       | AC: 11 kW DC: 100 kW          |
| Massa accu                                           | 12,5 kg                                 | 339 kg                        |
| Elektrisch bereik volgens WLTP                       | —                                       | 409–406 km                    |
| Uitlaatgasnorm                                       | Euro 6d                                 | —                             |
| Afmetingen en massa                                  |                                         |                               |
| Lengte x breedte                                     | 4170 x 1781 mm                          | 4170 x 1781 mm                |
| Hoogte                                               | 1536 mm                                 | 1523 mm                       |
| Wielbasis                                            | 2557 mm                                 | 2562 mm                       |
| Volume bagageruimte                                  | 385 dm³                                 | 360 dm³                       |
| Massa leeg                                           | 1255 kg                                 | 1495 kg                       |

## Fotogalerij

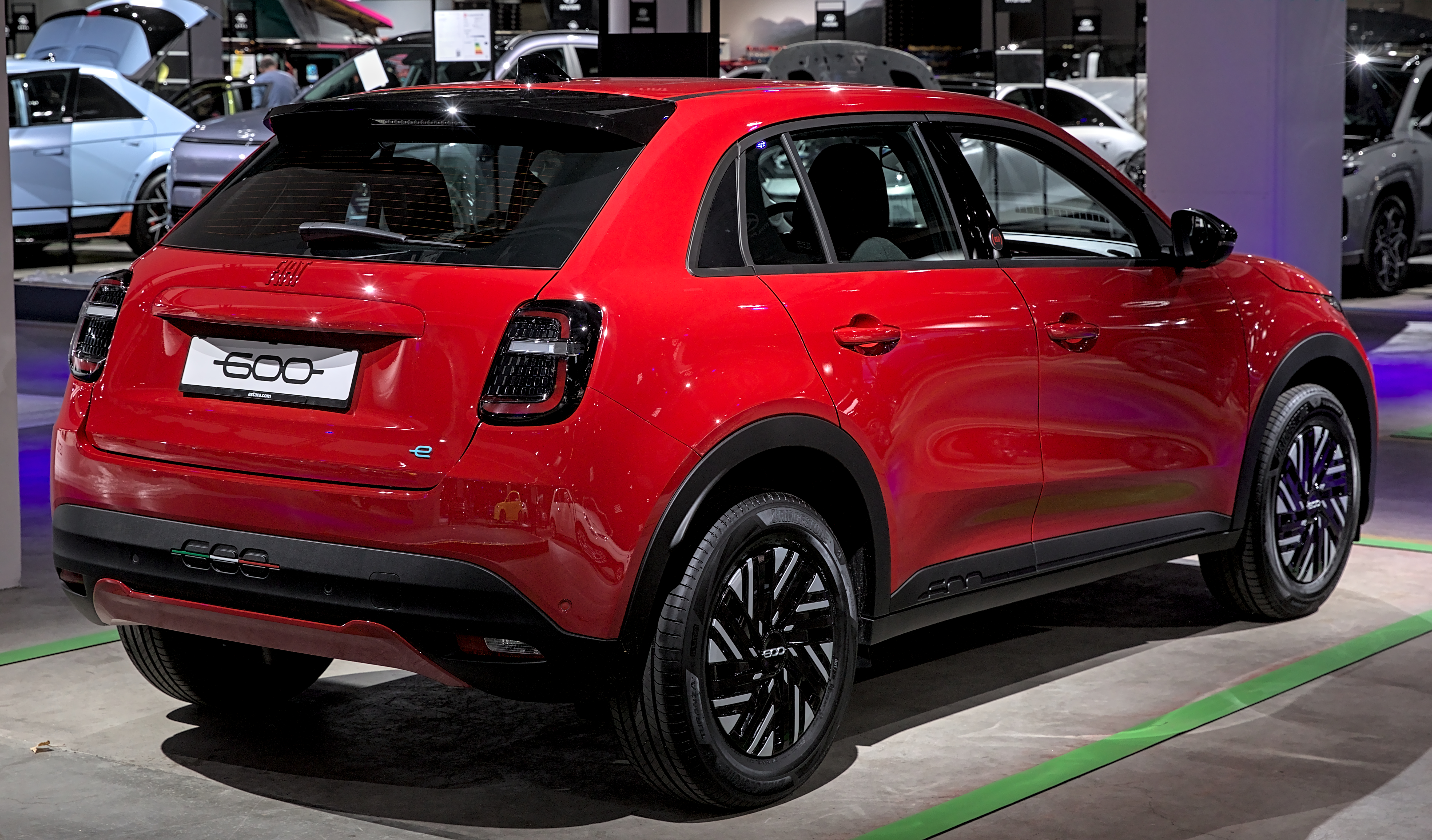
Fiat 600e, achteraanzicht
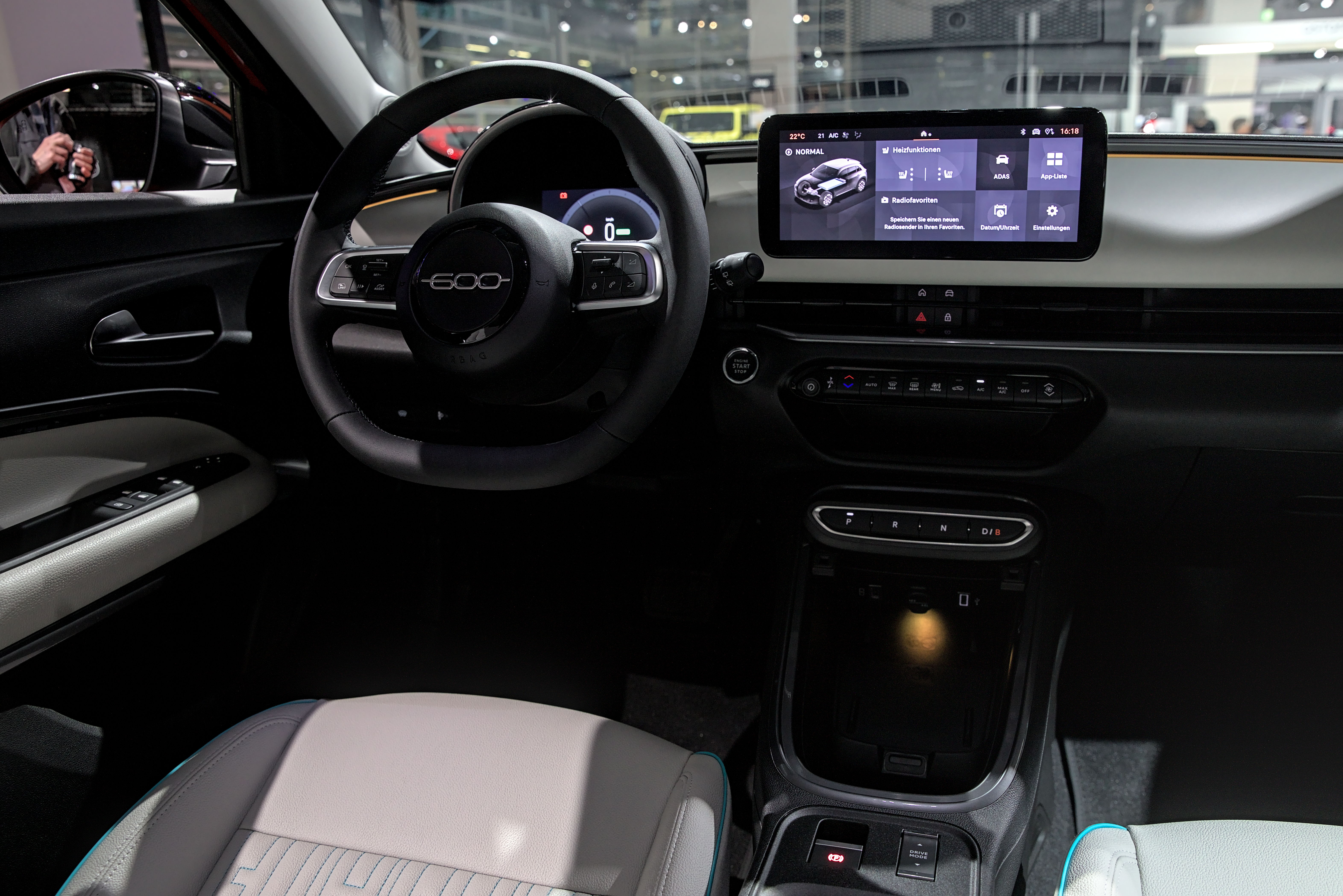
Fiat 600e, interieur

Huidige modellen: 
124 Spider ·
500 ·
500e ·
500L ·
500X ·
600 ·
Aegea ·
Argo ·
Cronos · 
Doblò · 
Ducato ·
Fiorino ·
Fullback ·
Linea ·
Palio · 
Panda · 
Punto · 
Qubo ·
Scudo · 
Siena ·
Strada ·
Tipo · 
Ulysse
Historische modellen na de Tweede Wereldoorlog: 
124 · 
125 · 
126 · 
127 · 
128 · 
130 · 
131 · 
132 · 
133 · 
147 · 
148 · 
242 ·
500 ·
600 · 
600 Multipla · 
850 · 
1100 · 
1200 · 
1300/1500 · 
1400/1900 · 
1800/2100 · 
2300 · 
Albea ·
Argenta · 
Barchetta · 
Bianchina ·
Bravo · 
Brío · 
Campagnola · 
Cinquecento · 
Coupé · 
Croma · 
Dino · 
Duna · 
Elba ·
Fiorino ·
Freemont ·
Grande Punto ·
Idea ·
Marea · 
Marengo · 
Mod 5 · 
Multipla · 
Oggi · 
Panorama · 
Penny · 
Prêmio · 
Regata · 
Ritmo · 
Sedici ·
Seicento · 
Spazio · 
Stilo ·
Talento · 
Tempra · 
Tipo · 
Turbina · 
Uno · 
Vivace · 
X1/9
Historische modellen voor de Tweede Wereldoorlog: 
1 · 
1T · 
10 HP · 
12 HP · 
24 HP · 
2B Torpedo · 
4 HP · 
501 · 
502 · 
503 · 
505/507 · 
508 · 
509 · 
510/512 · 
514 · 
515 · 
518 · 
519 · 
520 · 
521 · 
522 · 
524 · 
525 · 
527 · 
60 HP · 
70 · 
801 · 
1100 · 
1500 · 
2800 · 
Brevetti · 
Laundolet · 
Modello O · 
Tipo 2 · 
Tipo Torpedo · 
Topolino · 
Zero